# Piattaforma di ghiaccio Bach
La piattaforma di ghiaccio Bach è una piattaforma glaciale larga circa 72 km che occupa una baia nella parte meridionale dell'isola Alessandro I tra punta Berlioz e punta Rossini, nella Terra di Palmer, in Antartide. La struttura costeggia il lato nord della penisola Monteverdi e il lato sud della penisola Beethoven così di come altre penisole più piccole e di piccole insenature, quali ad esempio l'insenatura di Weber e l'insenatura di Boccherini.

La piattaforma è alimentata dal flusso di diversi ghiacciai che terminano in essa il proprio percorso, come il Glazunov, l'Arensky e l'Alyabiev.

## Storia
La piattaforma apparve per la prima volta sulle mappe del Programma Antartico degli Stati Uniti d'America che, nel 1940, esplorò la parte meridionale dell'isola Alessandro I sia con sorvoli che con spedizioni a terra ma fu completamente delineata solo nel 1960 da Derek J.H. Searle del Falkland Islands Dependencies Survey grazie a fotografie aeree scattate durante la spedizione antartica di ricerca Ronne (in inglese Ronne Antarctic Research Expedition - RARE) nel 1947-48. Il nome attuale le fu dato dal Comitato britannico per i toponimi antartici in onore del compositore tedesco Johann Sebastian Bach.
In uno studio del 2009, la piattaforma glaciale Bach fu elencata come una delle cinque piattaforme della penisola Antartica che non erano in fase di ritiro. Tuttavia, dato che con l'inizio della disintegrazione della vicina piattaforma Wilkins il limite geografico dello scioglimento sembra essersi spostato verso sud, è probabile che anche la piattaforma Bach entrerà presto in tale fase di ritiro.